# Łącznik (gromada)
Łącznik – dawna gromada, czyli najmniejsza jednostka podziału terytorialnego Polskiej Rzeczypospolitej Ludowej w latach 1954–1972.
Gromady, z gromadzkimi radami narodowymi (GRN) jako organami władzy najniższego stopnia na wsi, funkcjonowały od reformy reorganizującej administrację wiejską przeprowadzonej jesienią 1954 do momentu ich zniesienia z dniem 1 stycznia 1973, tym samym wypierając organizację gminną w latach 1954–1972.
Gromadę Łącznik z siedzibą GRN w Łączniku utworzono – jako jedną z 8759 gromad na obszarze Polski – w powiecie prudnickim w woj. opolskim, na mocy uchwały nr VII/28/54 WRN w Opolu z dnia 4 października 1954. W skład jednostki weszły obszary dotychczasowych gromad Chrzelice, Łącznik, Mokra i Ogiernicze ze zniesionej gminy Łącznik w tymże powiecie. Dla gromady ustalono 27 członków gromadzkiej rady narodowej.
31 grudnia 1959 do gromady Łącznik włączono obszar zniesionej gromady Pogórze w tymże powiecie.
Gromada przetrwała do końca 1972 roku, czyli do kolejnej reformy gminnej. 1 stycznia 1973 w powiecie prudnickim reaktywowano gminę Łącznik, zniesioną ponownie 30 października 1975.